# Copilia mediterranea
Copilia mediterranea – gatunek widłonoga z rodziny Sapphirinidae. Opisał go w 1863 roku niemiecki zoolog Carl Claus, nadając mu nazwę Saphirinella mediterranea.